# Притху
Приту (санскрит: पथ, Пртху, буквално „велик, велики, важан, обилан“) је суверен (чакраварти), представљен у Пуранама.
Према хиндуизму, он је аватар (инкарнација) бога чувара — Вишнуа. Зову га и Притху, Притхи и Притхви Ваиниа, дословно, „Притху — Венин син“. Притху се „слави као први посвећени краљ, од кога је земља добила своје (санскритско) име, Притхви“.
Он је углавном повезан са легендом о његовом јурњави за богињом земље, Притхви, која је побегла у облику краве и на крају пристала да даје своје млеко као жито и вегетацију света.
Еп Махабхарата и други епови га описују као део аватара (инкарнацију) Вишнуа.